# Kóstas Kaymakoğlu
Kóstas Kaymakoğlu, en Griego:Κώστας Καϊμακόγλου, (nacido el 15 de marzo de 1983 en Korydalós, Grecia) es un jugador de baloncesto griego. Con 2,06 de estatura, su puesto natural en la cancha es el de ala-pívot.

## Trayectoria
[actualizar]